# باب بیسواس
باب بیسواس (به انگلیسی: Bob Biswas) فیلمی محصول سال ۲۰۲۱ و به کارگردانی دیا آناپوما غوش است. در این فیلم بازیگرانی همچون آبیشک باچان، چیترانگادا سینگ، پوراب کهلی و تینا دسای ایفای نقش کرده‌اند.